# Eleonora Sears
Eleonora Randolph Sears, ameriška tenisačica, * 28. september 1881, Boston, ZDA, † 26. marec 1968, Palm Beach, Florida, ZDA.
Eleonora Sears je v posamični konkurenci največji uspeh dosegla leta 1912, ko se je uvrstila v finale turnirja za Nacionalno prvenstvo ZDA, kjer jo je premagala Mary Kendall Browne. V treh nastopih na Prvenstvu Anglije se je najdlje uvrstila leta 1923 v drugi krog. V konkurenci ženskih dvojic je štirikrat osvojila Nacionalno prvenstvo ZDA, še enkrat se je uvrstila v finale, v konkurenci mešanih dvojih pa je enkrat osvojila Nacionalno prvenstvo ZDA, še enkrat se je uvrstila v finale. Leta 1968 je bila sprejeta v Mednarodni teniški hram slavnih.

## Finali Grand Slamov

### Posamično (1)

#### Porazi (1)
| Leto | Turnir                   | Nasprotnica v finalu | Rezultat finala |
| 1912 | Nacionalno prvenstvo ZDA | Mary Kendall Browne  | 4–6, 2–6        |

### Ženske dvojice (5)

#### Zmage (4)
| Leto | Turnir                       | Partnerica      | Nasprotnici v finalu             | Rezultat finala |
| 1911 | Nacionalno prvenstvo ZDA     | Hazel Hotchkiss | Dorothy Green Florence Sutton    | 6–4, 4–6, 6–2   |
| 1915 | Nacionalno prvenstvo ZDA (2) | Hazel Hotchkiss | Helen McLean Mrs. G. L. Chapman  | 10–8, 6–2       |
| 1916 | Nacionalno prvenstvo ZDA (3) | Molla Bjurstedt | Louise Raymond Edna Wildey       | 4–6, 6–2, 10–8  |
| 1917 | Nacionalno prvenstvo ZDA (4) | Molla Bjurstedt | Phyllis Walsh Grace Robert LeRoy | 6–2, 6–4        |

#### Porazi (1)
| Leto | Turnir                   | Partnerica      | Nasprotnici v finalu            | Rezultat finala |
| 1919 | Nacionalno prvenstvo ZDA | Hazel Hotchkiss | Marion Zinderstein Eleanor Goss | 8–10, 7–9       |

### Mešane dvojice (2)

#### Zmage (1)
| Leto | Turnir                   | Partner         | Nasprotnika v finalu        | Rezultat finala |
| 1916 | Nacionalno prvenstvo ZDA | Willis E. Davis | Florence Ballin Bill Tilden | 6–4, 7–5        |

#### Porazi (1)
| Leto | Turnir                   | Partner          | Nasprotnika v finalu                 | Rezultat finala |
| 1912 | Nacionalno prvenstvo ZDA | William Clothier | Mary Kendall Browne Richard Williams | 4–6, 6–2, 9–11  |